# Cultura Antiga Cordilheira
A Cultura Antiga Cordilheira, também conhecida como Fase Cascata, é uma antiga cultura dos povos Ameríndios que se assentou na região do Noroeste Pacífico da América do Norte, entre 9000 a.C. ou 10000 a.C até 5500 a.C.
A Fase Cascata pode ser muito mais antiga, dependendo de quando os seres humanos chegaram nas Américas. Eles originaram-se no Alasca, e migraram para ocupar uma grande área, tanto quanto Idaho e os planaltos da Califórnia, mas eles não são considerados uma sociedade marítima. No entanto, suas pontas de flechas, ou pontas semelhantes a que usavam, foram encontradas mais ao sul, como no México e na América do Sul. Esse é o típico artefato desse povo - uma ponta de projétil simples, bifacial e em forma de folha - que varia em torno de 6 cm de comprimento. Essas ferramentas são usadas como lanças, dardos ou facas, indicando uma importância para a caça, no entanto eles também pescavam e coletavam para a subsistência. Sua principal subsistência era na terra para caça, a maioria sendo veados, bisões e outros mamíferos de grande porte.
Essa cultura está associada aos falantes do Macro-Penutianos (uma hipotética macrofamília que podem incluir línguas penutianas, Uto-Astecas e outras famílias linguísticas). Essa cultura também criou os exemplos mais antigos de arte rupestre no Noroeste Pacífico